# Charles Lamoureux
Pour les articles homonymes, voir Lamoureux.
Charles Lamoureux, né le 21 septembre 1834 à Bordeaux, et mort le 21 décembre 1899 à Paris, est un violoniste et chef d'orchestre français.

## Biographie
Après avoir étudié avec Narcisse Girard au Conservatoire de Paris, il rejoint les rangs de l'Orchestre de l'Opéra de Paris. En 1860, il fonde les « Séances populaires de musique de chambre » avec Édouard Colonne. Enrichi grâce à son mariage en 1860 avec Marie Pauline Mussot, il crée en 1881 les Nouveaux Concerts. Grand admirateur de la musique de Richard Wagner, il l'impose en France avec son orchestre en organisant notamment la première parisienne de Lohengrin en dépit des oppositions nationalistes. En 1897, il se retire et son gendre Camille Chevillard lui succède à la tête des Nouveaux Concerts qui prennent alors le titre de Concerts Lamoureux en son honneur.

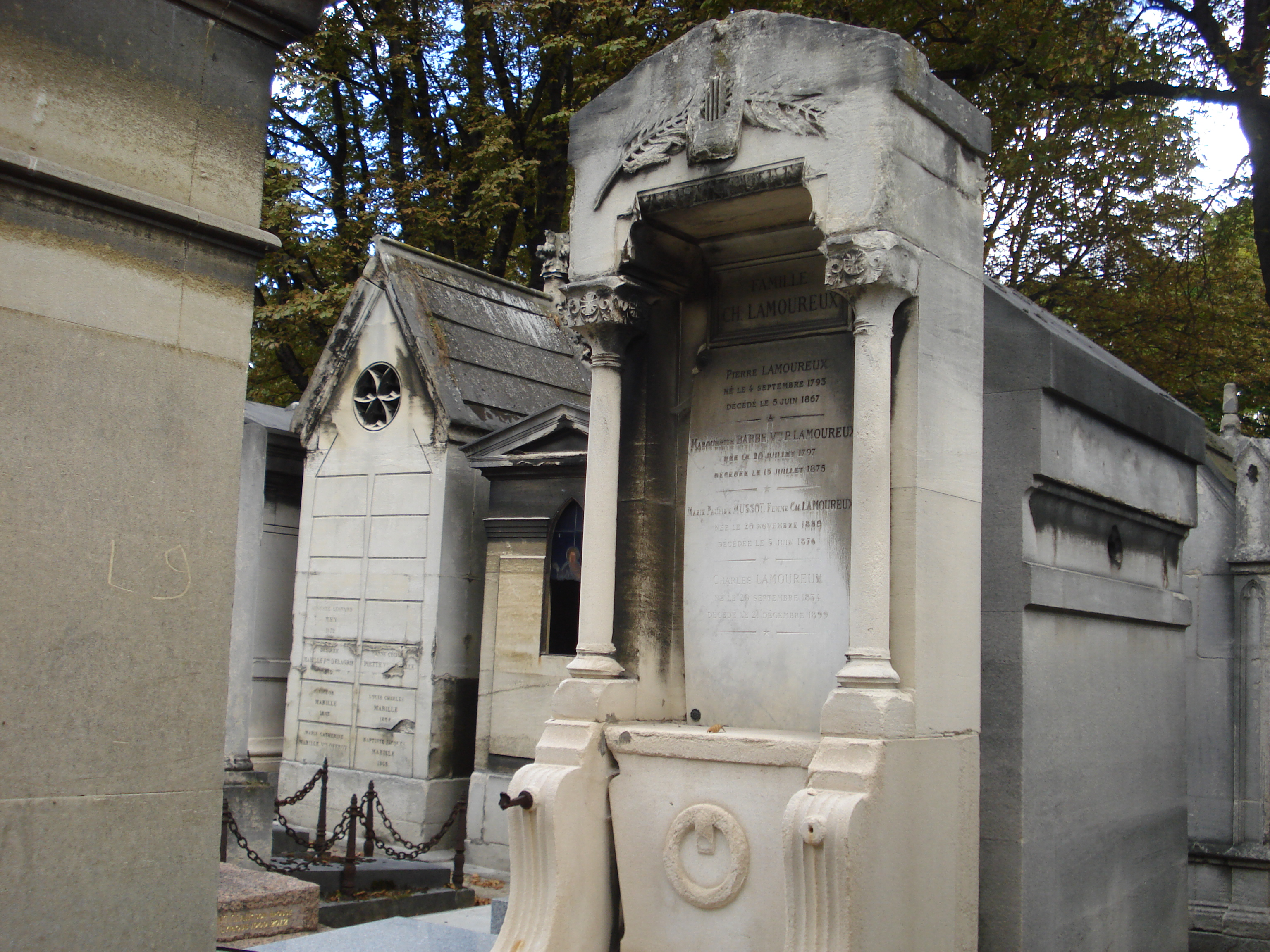
Sépulture de Charles Lamoureux.

Il avait été nommé chevalier de la Légion d'honneur en 1879.
Charles Lamoureux est inhumé à Paris au cimetière de Montmartre (29e division). Il repose avec ses parents et sa première épouse Pauline Mussot.

## Généalogie
Charles Lamoureux est le fils de Pierre Lamoureux et Marguerite Barbe. Son père meurt le 6 juin 1867à Paris 9e, et sa mère le 14 juillet 1875 à Paris 9e. Sa mère est née à Pujols-sur-Ciron le 19 juillet 1797, fille de Pierre Barbe et de Catherine Cantau.
Charles Lamoureux épouse Marie-Pauline Mussot le 28 novembre 1860 à Paris 9e. De ce mariage est née Marguerite Victoire Lamoureux (1861-1941), musicienne et professeure de chant, qui épouse le 16 avril 1888 à Paris IXe le compositeur Camille Chevillard, fils du violoncelliste Alexandre Chevillard.
Marie-Pauline Mussot est la fille de Paul-Martin Mussot et de Georges-Victoire Gillet. Elle est la nièce du docteur Mussot (docteur Pierre)
En secondes noces, Charles Lamoureux épouse la cantatrice Marie-Hélène Brunet, dite Mme Brunet-Lafleur, veuve du compositeur Armand Roux, le 29 mai 1890 à Paris 9e.

## Hommage
- Rue Charles-Lamoureux (Paris)
- Rue Charles Lamoureux (Bordeaux)

## Iconographie

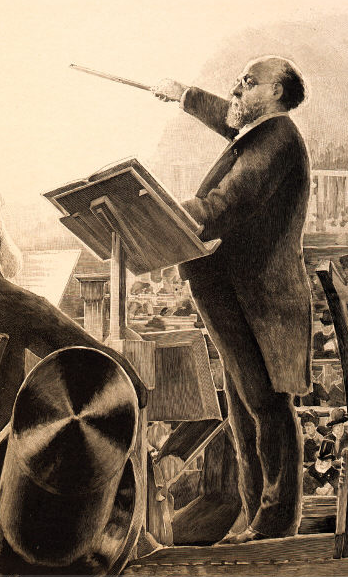
Au pupitre.
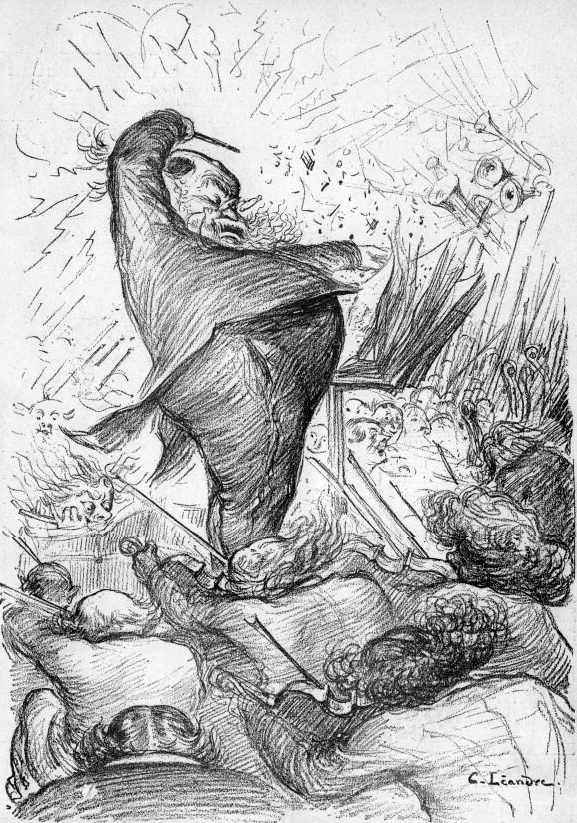
« Au concert des Champs-Élysées. M. Lamoureux lâchant un fortissimo. » Dessin de Charles Léandre paru dans la revue Le Rire (1890) et dédié à Willy.
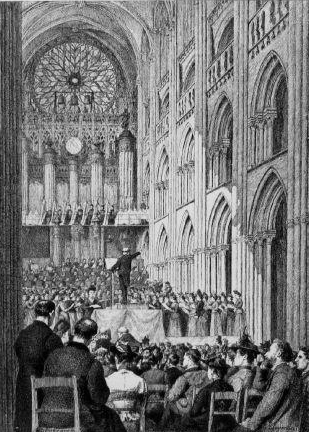
Messe de Sainte Cécile à l'église Saint-Eustache (Paris).
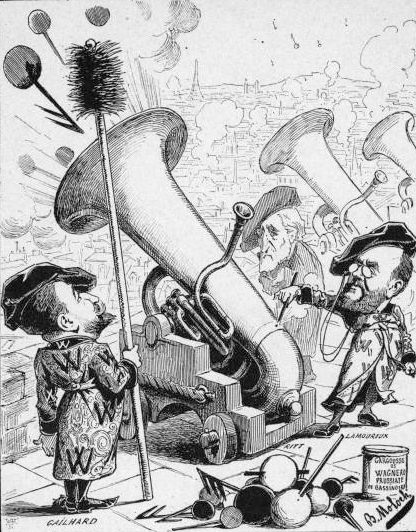
Lamoureux, Gailhard et Wagner « Le nouveau siège de Paris », caricature de Moloch.
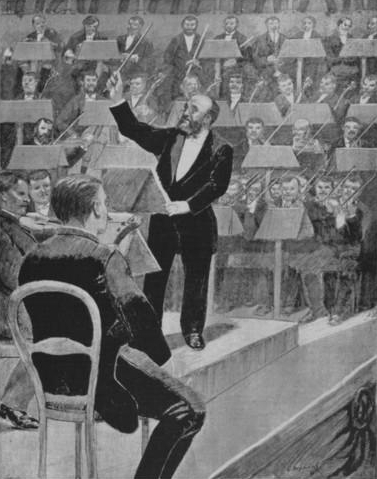
Aux « Concerts d'hiver » de Franz Servais.

## Sources biographiques
- Obsèques de Pauline Mussot, « Le Ménestrel » 11 juin 1876
- Mort de Charles Lamoureux « Gil Blas » 22 décembre 1899
- Nécrologie de Charles Lamoureux, par Arthur Pougin, « Le Ménestrel » 24 décembre 1899
- Obsèques de Charles Lamoureux, discours au cimetière Montmartre, « Le Figaro » 24 décembre 1899
- Obsèques de Charles Lamoureux, « Gil Blas » 24 décembre 1899
- Les illustres de Bordeaux : catalogue, vol. 1, Bordeaux, Dossiers d'Aquitaine, 2013, 80 p. (ISBN 978-2-84622-232-7, présentation en ligne)
- Yannick Simon, Charles Lamoureux, chef d’orchestre et directeur musical au xixe siècle, Arles/Paris, Actes Sud/Palazzetto Bru Zane, 2019, 239 p.